# Gianfranco Maraniello
Gianfranco Maraniello (Napoli, 22 agosto 1971) è uno storico dell'arte italiano.

## Studi e carriera
Figlio dell'artista Giuseppe Maraniello, si è laureato in filosofia dopo una preparazione di tipo classico ricevuta al Carducci . È stato redattore di Flash Art, curatore presso il Centro d'Arte di Palazzo delle Papesse di Siena, il Macro di Roma e la Biennale di Shanghai, docente presso l'Accademia di belle arti di Brera e la Sapienza. Ha diretto dal 2005 al 2015 il Museo d'arte moderna di Bologna e dal 2015 al 2020 il Museo d'arte moderna e contemporanea di Trento e Rovereto succedendo nella direzione a Cristiana Collu.